# Коломенський Петро Семенович
Петро Семенович Коломенський (Коломенцев; 25 жовтня 1908, Каменка — 10 лютого 1981, Запоріжжя) — український радянський скульптор; член Спілки радянських художників України.

## Біографія
Народився 12 [25] жовтня 1908 року у селі Каменці Орловської губернії Російської імперії (нині Росія). Протягом 1932—1934 років навчався у Київському художньому інституті; у 1934—1938 роках — у Харківському художньому інституті у Василя Касіяна, Семена Прохорова. Дипломна робота — скульптура «Рибак» (керівник Леонора Блох).
Брав участь у німецько-радянській війні. Нагороджений орденом Червоної Зірки. Був членом КПРС. Мешкав у Запоріжжі в будинку на вулиці Сталеварів, № 17, квартира № 41. Помер у Запоріжжі 10 лютого 1981 року.

## Творчість
Працював у галузях станкової та монументальної скульптури. Серед станкових робіт:
портрети
- «Василь Чапаєв» (1938—1939, гіпс тонований);
- «Микола Щорс» (1938—1939, гіпс тонований);
- «Сергій Кіров» (1950, алюміній);
- «Олександр Пушкін» (1952, гіпс тонований; барельєф);
- «Карл Маркс» (1956, гіпс тонований);
- «Володимир Ленін у дитинстві» (1963, гіпс тонований);
- «Тарас Шевченко» (1965, гіпс тонований);
- «Максим Горький» (1966, гіпс тонований);

композиції
- «Ромео і Джульєтта» (1947, гіпс тонований);
- «Колгоспниця» (1967, бетон);
- «Механізатор» (1967—1968, бетон).

Серед монументальних і монументально-декоративних робіт:
пам'ятники
- «Воїнам-визволителям» у Кельцях (1945, бетон);
- Валерію Чкалову у Дніпропетровську (1948, бетон);
- Олександру Пушкіну у Запоріжжі (1951, цемент);
- Володимиру Леніну «Є така партія!» у Запоріжжі на території машинобудівного заводу (1955, гіпс тонований);
- Володимиру Леніну у селі Тарасівці Дніпропетровської області (1963, бетон);

погруддя
- Володимира Леніна у Пологах (1963, гіпс тонований);
- Георгія Димитрова у колгоспі імені Георгія Димитрова Запорізької області (1964, бетон);
- Тараса Шевченка у колгоспі імені Тараса Шевченка Запорізької області (1966, гіпс тонований);

групи для фонтанів
- «Юні натуралісти» у Харкові (1937, бетон);
- «Стрілок» на курорті Хоста поблизу Сочі (1938, цемент);
- «Стрілок» на курорті Ріца Абхазької РСР (повтор);
- «Плавці» у Харкові (1946, бетон);
- «Пустун» у дитячому парку Дніпропетровська (1947, бетон).

Брав участь в обласних виставках з 1938 року.

## У мистецтві
У 1977 році алюмінієвий скульптурний портрет Петра Коломенського виконав скульптор Борис Мачков.